# 泰恩-威爾郡
泰恩-威爾郡（郡）（英語：Tyne and Wear，/ˌtaɪn  ...  ˈwɪər/），英國英格蘭東北部的郡，東臨北海，有1,095,200人口（2005年），佔地540平方公里。在1974年4月1日起成為名譽郡、都市郡。以人口計算，博爾登（Boldon）是第1大的村；新特蘭是第1大鎮，蓋茨黑德是第2大鎮，華盛頓（Washington）是第3大鎮，紐伯恩（Newburn）是第4大鎮，惠特利灣（Whitley Bay）是第5大鎮。紐卡素是第1大城市、第1大自治市鎮（Borough），新特蘭是第2大城市、第2大自治市鎮。

## 政治

### 地方沿革
《1972年地方政府法案》在1974年4月1日通過，泰恩-威爾成為都市郡，下轄的次級行政區升格為5個都市自治市（同時自動升格為單一管理區），有獨立的都市自治市議會，實際不受泰恩-威爾的管轄。泰恩-威爾議會更在1986年被廢除。不過，都市自治市仍以「泰恩-威爾」名義組成聯合部門（Joint-boards）統籌、協調牽涉多個都市自治市的民政事務，負責警務、消防、交通、文獻貯存等。
每一個名譽郡都有一個代表英國皇室但沒有實權的郡尉（Lord Lieutenant）常駐，泰恩-威爾是其一。從地方政府或郡尉的角度看，泰恩-威爾都只是「有郡界的地理範圍」而已。

### 地方政府
雖然泰恩-威爾郡議會被廢除，但都市自治市仍以「泰恩-威爾」名義組成聯合部門（Joint-boards）統籌、協調牽涉多個都市自治市的民政事務：
- 諾森伯倫警察廳 （页面存档备份，存于）
- 英國警視廳 （页面存档备份，存于）
- 泰恩-威爾郡消防廳 （页面存档备份，存于）
- 泰恩-威爾旅客運輸廳
- 泰恩-威爾地鐵
- 紐卡素國立琉璃博物館
- 泰恩-威爾檔案服務廳
- 紐卡素市廳, 新特蘭市廳, 杜倫郡廳

### 行政區劃

1. 蓋茨黑德（單一管理區）
2. 紐卡素市（單一管理區）
3. 北泰恩河谷（單一管理區）
4. 南泰恩河谷（單一管理區）
5. 新特蘭市（單一管理區）

泰恩-威爾包含5個都市自治市 (也就同時是單一管理區): 蓋茨黑德 (Gateshead)、紐卡素 (Newcastle)、北泰恩河谷 (North Tyneside)、南泰恩河谷 (South Tyneside)、新特蘭 (Sunderland) 。

## 地理
下圖顯示英格蘭48個名譽郡的分佈情況。泰恩-威爾東臨北海，是泰恩河、威爾河的出海口；南與達勒姆郡相鄰；西、北與諾森伯蘭郡相鄰。

## 交通
泰恩-威爾地铁是英国唯三属于狭义地铁定义的旅客运输系统。